# Klawiatura Dvoraka

Współczesna wersja klawiatury Dvoraka

Inna wersja klawiatury Dvoraka

Klawiatura Dvoraka – układ klawiatury opatentowany w 1936 roku przez Augusta Dvoraka i Williama Dealeya, jako alternatywa dla bardziej popularnego układu QWERTY. Od tego czasu zostało opracowanych kilka jego wersji przez zespół kierowany przez Dvoraka oraz ANSI. Nazywano je, łącznie, także klawiaturą uproszczoną (simplified keyboard) lub amerykańską klawiaturą uproszczoną (American simplified keyboard), ale ich popularna nazwa to klawiatura Dvoraka albo układ Dvoraka.

## Opis
Układ Dvoraka zaprojektowano jako alternatywę dla klawiatury QWERTY, która cechowała się małą wydajnością.
Dvorak i Dealey przeanalizowali częstotliwość występowania liter i anatomię ręki, tworząc układ, który miał spełniać następujące zadania:
- ułatwienie pisania przez podział liter na ręce
- maksymalną szybkość i efektywność – litery pisane najczęściej miały być najłatwiejsze do osiągnięcia; oznacza to, że powinny być w środkowym rzędzie, tam gdzie spoczywają palce
- najrzadziej używane litery powinny znajdować się w najniższym rzędzie, jako najtrudniejsze do wciśnięcia
- prawa ręka powinna pisać więcej, gdyż większość osób jest praworęczna, lewa ręka przejmie samogłoski oraz mniej używane litery
- litery występujące razem powinny być umieszczone blisko siebie na klawiaturze.

Układ był gotowy w 1932 i został opatentowany w 1936 jako patent nr 2 040 248. W 1982 ANSI ustanowiło klawiaturę Dvoraka  standardem; w 1984 używało jej około 100 000 osób.

## Oryginalny układ Dvoraka

Klawiatura Dvoraka wg pierwotnego patentu

Układ, który stał się standardem ANSI, różnił się od oryginalnego układu opracowanego przez Dvoraka. Dzisiejsze klawiatury mają więcej klawiszy niż dawne maszyny do pisania. Najbardziej znaczące zmiany to:
1. Inny układ klawiszy numerycznych w oryginalnej wersji: 7531902468
2. W klasycznym układzie znak zapytania ? znajdował się na skrajnej lewej pozycji górnego rzędu klawiszy, a ukośnik / na skrajnej prawej pozycji górnego rzędu.
3. Następujące symbole znajdowały się na jednym klawiszu: (drugi znak pojawiał się po naciśnięciu klawisza ⇧ Shift):
  1. dwukropek : i znak zapytania ?
  2. ampersand & i ukośnik /
  3. przecinek , i średnik ;

Nowoczesne klawiatury prawie zawsze umieszczają na wspólnych klawiszach dwukropek ze średnikiem oraz ukośnik ze znakiem zapytania.

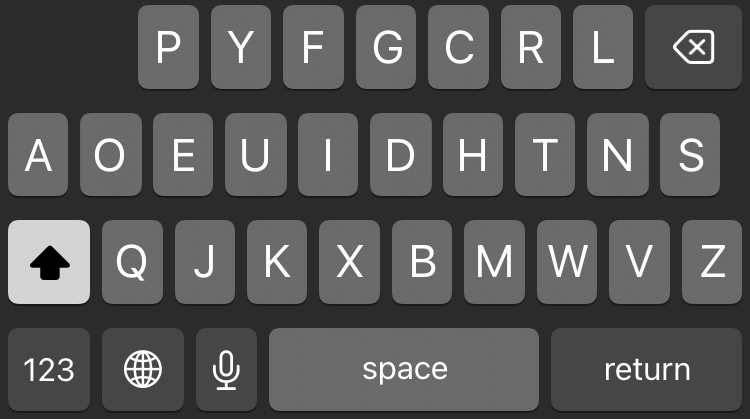
Układ Dvoraka na smartfonie iPhone z systemem IOS 16

## Układ Dvoraka w systemach operacyjnych

### Mac OS
Apple wprowadził układ klawiatury Dvoraka do Apple IIc, który posiadał mechaniczne przełączanie pomiędzy układami QWERTY i ANSI Dvoraka. Od roku 1998 Apple wprowadziło układ Dvoraka do Mac OS 8.6. W nowszym Mac OS X zmiany układu klawiatury możemy dokonać w System Preferences → International → Input Menu.

### Windows
Microsoft wprowadził obsługę układu Dvoraka przed rokiem 1998.  W Windows XP można go ustawić, wchodząc w Panel Sterowania → Opcje regionalne i językowe → Języki → Szczegóły. Układ Dvoraka w systemach Windows dostępny jest tylko w wersji amerykańskiej (brak w nim obsługi polskich znaków diakrytycznych, przez co dla osób piszących w języku polskim jest on praktycznie bezużyteczny), można jednak stworzyć własny układ klawiatury na podstawie Dvoraka przy pomocy narzędzia Microsoft Keyboard Layout Creator.

### Linux i BSD
W GNOME (GNU/Linux/Unix) układ Dvoraka można włączyć w System → Preferencje → Klawiatura.
W KDE (GNU/Linux) możemy go ustawić w Centrum sterowania KDE → Regionalne i dostępność → Układ klawiatury.
W większości systemów z Linuksem lub BSD z uruchomionym X Window System w przypadku niekorzystania z żadnego z powyższych środowisk graficznych można zmienić układ klawiatury na układ Dvoraka, wpisując:
setxkbmap dvorak.
Wpisując natomiast:
setxkbmap dvorak-classic
przełączamy się do oryginalnej wersji klawiatury Dvoraka. Aby przywrócić normalną mapę klawiatury, wpisujemy
setxkbmap us.
Jeśli X Window nie są uruchomione, korzystamy z poleceń:
loadkeys dvorak i loadkeys us.
Obecnie w środowisku X Window zaimplementowane są tylko mapy klawiatur ANSI.
W Debian GNU/Linux można przekonfigurować konsolowy układ klawiatury, wpisując
dpkg-reconfigure console-data.
W Debianie jest dostępny zarówno klasyczny układ Dvoraka, jak i układ ANSI.
W OpenBSD należy wpisać
kbd us.dvorak,
aby przełączyć się na klawiaturę Dvoraka. Do przełączania z powrotem służy polecenie
kbd us.
Aby zapisać ustawienia klawiatury Dvoraka, należy przełączyć się na konto roota i wpisać:
echo 'us.dvorak' > /etc/kbdtype.
Aby usunąć te ustawienia, należy po prostu usunąć ten plik.

## Krytyka
Mimo że wiele argumentów przemawia za zmianą układu QWERTY na klawiaturę Dvoraka, tego typu próby napotykają na opór. Osoby, które opanowały QWERTY, nie chcą uczyć się nowego układu. Przeprowadzone w 1956 badania (General Services Administration,  Earle Strong) z udziałem 10 osób biegłych w maszynopisaniu zakończyły się wnioskiem, że korzyści, jakie może przynieść szkolenie w używaniu klawiatury Dvoraka, nie zrównoważą poniesionych kosztów. Co prawda badanie krytykowano za to, że nie obejmowało osób rozpoczynających naukę maszynopisania, ale z drugiej strony zauważano, że warunki eksperymentu odtwarzają sytuację, w jakiej podejmowanoby decyzję w prawdziwej firmie czy urzędzie: czy warto przeszkalać już wyszkolone osoby? Dylematy związane z wprowadzeniem klawiatury Dvoraka są czasami przedstawiane przez doradców od zarządzania jako przykład trudności, jakie napotykają próby wprowadzenia zmian.
Opór przed zmianą układu QWERTY na Dvoraka oprócz względów praktycznych ma także inne podłoże: zwiększenie szybkości pisania (po odpowiednim przeszkoleniu) następuje zwykle tylko w jednym języku. Standardowa klawiatura Dvoraka jest zoptymalizowana pod kątem języka angielskiego, a pisanie w innych językach może być na niej wolniejsze niż na standardowych QWERTY/QWERTZ/AZERTY.

## Wersje jednoręczne

Praworęczna wersja układu Dvoraka

Leworęczna wersja układu Dvoraka

Istnieją także wersje układu Dvoraka przeznaczone do pisania jedną ręką, które są użyteczne dla osób niepełnosprawnych lub chcących jednocześnie korzystać z myszki. Jeden układ przeznaczony jest dla pisania prawą ręką, a drugi dla pisania lewą ręką.
UWAGA: Układy jednoręczne zaimplementowane w systemie Microsoft Windows różnią się od tych przedstawionych na rysunkach. W wersji Microsoftu klawisze numeryczne umieszczone są w 2 kolumnach i w wersji leworęcznej znajdują się po przeciwnej stronie klawiatury.

## Inne języki
Układy klawiatur wzorowane na układzie Dvoraka powstały także dla języków innych niż angielski.
W implementacji dla języka szwedzkiego, znanej jako Svorak, w górnym rzędzie klawiszy pojawiają się trzy dodatkowe samogłoski, które odpowiadają symbolom interpunkcyjnym w angielskiej wersji układu Dvoraka. Aby uzyskać dostęp do części z tych symboli interpunkcyjnych, konieczne jest użycie klawisza Alt-Gr, gdyż są umieszczone wspólnie z innymi znakami. Inną szwedzką wersją układu Dvoraka jest Svdvorak, w którym symbole interpunkcyjne znajdują się tam, gdzie w wersji angielskiej. Pierwsza dodatkowa samogłoska „ä” umieszczona jest na skrajnej lewej pozycji górnego rzędu klawisza, a następne dwie są na skrajnej lewej pozycji dolnego rzędu.
Implementacja norweska (znana jako „Norsk Dvorak”) jest podobna do Svdvorak, z tym że zamiast ä i ö jest æ i ø.
Wersja fińska klawiatury Dvoraka kieruje się tylko zasadami, które zostały wykorzystane przy projektowaniu układu Dvoraka. Oparta jest na najczęściej występujących literach języka norweskiego. Matti Airas opracował także układ oparty na oryginalnym układzie Dvoraka z dodanymi literami „ä” i „ö”.
W opracowaniu jest także brazylijska wersja klawiatury Dvoraka. Prostszy układ (zwany BRDK) jest standardowym układem Dvoraka z dodanymi literami z brazylijskiego układu ABNT2. Inny układ przeznaczony do pisania w brazylijskiej odmianie portugalskiego oparty jest na częstotliwości występowania liter w tym języku.
Najpopularniejszą niemiecką wersją układu Dvoraka jest German Type II, dostępny w systemach Windows, Linux i Mac OS X.

## Rekord świata
Według Księgi rekordów Guinnessa najszybszą maszynistką na świecie jest Barbara Blackburn. Używając klawiatury Dvoraka, pisała z szybkością 150 słów na minutę przez 50 minut oraz 170 słów na minutę w krótszych okresach. Maksymalna szybkość, jaką osiągnęła, to 212 słów na minutę.